# Bradonjice
Bradonjice (lat. Capitonidae) su ptice iz reda djetlovki koje nastanjuju suhe šume Središnje i Južne Amerike. U bliskom su srodstvu s tukanima.
Bradonjice su zdepaste ptice, s kratkim vraom i velikom glavom. Dobili su naziv po "brkovima" koji se nalaze na početku kljuna. Većina vrsta je šarena i živi u tropskim kišnim šumama.
Bradonjice su uglavnom arborealne ptice koje se gnijezde u rupama u drveću koje sami iskopaju; nesu 2-4 jaja. Hrane se voćem i kukcima. Ove ptice nisu selice.

## Ponašanje
Dok većina vrsta nastanjuje nizinske šume, neke također nastanjuju i planinske i umjerene šume. Većina ih je ograničena na staništa u kojima ima mnogo odumrlog drveća, koje koriste za gniježđenje.
Ishrana bradonjica je mješovita, a voće je njen dominantni dio. Također love i malene životinjice, posebno tijekom gniježđenja. Bradonjice mogu brzo promijeniti ishranu ako je to potrebno: jedu brojne vrste voća, a jedna jedinka može pojesti do 60 različitih vrsta. Također dolaze na plantaže i jedu uzgojeno voće i povrće. Voće jedu cijelo, a kasnije povraćaju neprobavljive dijelove, poput sjemenja (često prije pjevanja). Povraćanje se u gnijezdu rijetko dešava (kao što se dešava kod tukana). Kao i kod njihovih srodnika, za bradonjice se smatra da su važan ekološki faktor i širenju sjemena u tropskim kišnim šumama.
Iako jedu voće, također love i člankonošce, koje kupe s grana i drveća. Jedu mnogo kukaca, uključujući i mrave, bube i moljce; također jedu i stonoge i štipavce, a neke vrste mogu uloviti i malene kralježnjake poput žaba.

## Odnos s ljudima
Bradonjice imaju malo utjecaja na ljude. Deforestacija može imati štetan utjecaj na bradonjice koji ovise o drveću, a pozitivan na one kojima više odgovara otvoreno stanište.
Tri vrste bradonjica su svrstane kao pod rizikom prema IUCN-u: kolumbijski Capito hypoleucus je ugrožen, a Capito quinticolor je ranjiv; obje vrste imaju relativno malen areal kojem prijeti deforestacija radi pravljenja prostora za poljoprivredu (uzgoj kakaa i marihuane), stočarstvo i rudarstvo. Nedavno otkriveni Capito wallacei iz Perua smatra se ranjivim zbog malene populacije (procijenjeno ispod tisuću ptica) iako njegovo zabačeno stanište nije ugroženo.

## Sistematika, taksonomija i evolucija
Na Floridi su otkrivene fossilne vrste bradonjica iz perioda miocena. Znanstvenici se uglavnom slažu da su najbliži srodnici bradonjica tukani, a da su ove dvije porodice također u srodstvu s djetlićima i medovođama (s kojima formiraju red Piciformes).
Svi bradonjice su prije tretirani kao porodica. Međutim, ovo se pokazalo parafiletično po pitanju tukana; tako su u porodici Capitonidae ostali samo američki bradonjice. Afrički bradonjice (Lybiidae) i azijski bradonjice (Megalaimidae), kao i dvije američke vrste iz porodice Semnornithidae su trenutno izbačeni iz porodice. Alternativno, mnogi tukani koji su evoluirali od zajedničkog pretka s američkim bradonjicama, mogu se svrstati u tradicionalnu porodicu bradonjica. Budući da su razvili mnogo osobina koje su jedinstvene samo za njih, obično se tretiraju kao odvojena porodica.

## Vrste
Porodica: Capitonidae
- Rod: Capito
  - Capito aurovirens
  - Capito wallacei
  - Capito maculicoronatus
  - Capito squamatus
  - Capito hypoleucus
  - Capito dayi
  - Capito quinticolor
  - Capito niger
  - Capito auratus
  - Capito brunneipectus
- Rod: Eubucco
  - Eubucco richardsoni
  - Eubucco bourcierii
  - Eubucco tucinkae
  - Eubucco versicolor

## Vanjske poveznice
- Snimci  Arhivirana inačica izvorne stranice od 29. ožujka 2010. (Wayback Machine) na Internet Bird Collection
- Zvuci na xeno-canto.org
- Don Roberson's Bird Families of the World